# میتسوبیشی ریدر
میتسوبیشی ریدر (Mitsubishi Raider) خودرویی است که در سال‌های ۲۰۰۵تولید شده‌است. طراحی آن موتور جلو، توزیع نیروی پیشران و خودرو چهار چرخ محرک بوده است. سیستم جعبه‌دندهٔ آن ۶ دنده به دو صورت خودکار و دستی است.